# Абдул Кадірі Мохаммед
Абдул Кадірі Мохаммед (англ. Abdul Kadiri Mohammed; 7 березня 1996, Обуасі, Гана) — ганський футболіст, півзахисник київського «Динамо», який виступає на правах оренди за угорський клуб «Гонвед».

## Клубна кар'єра

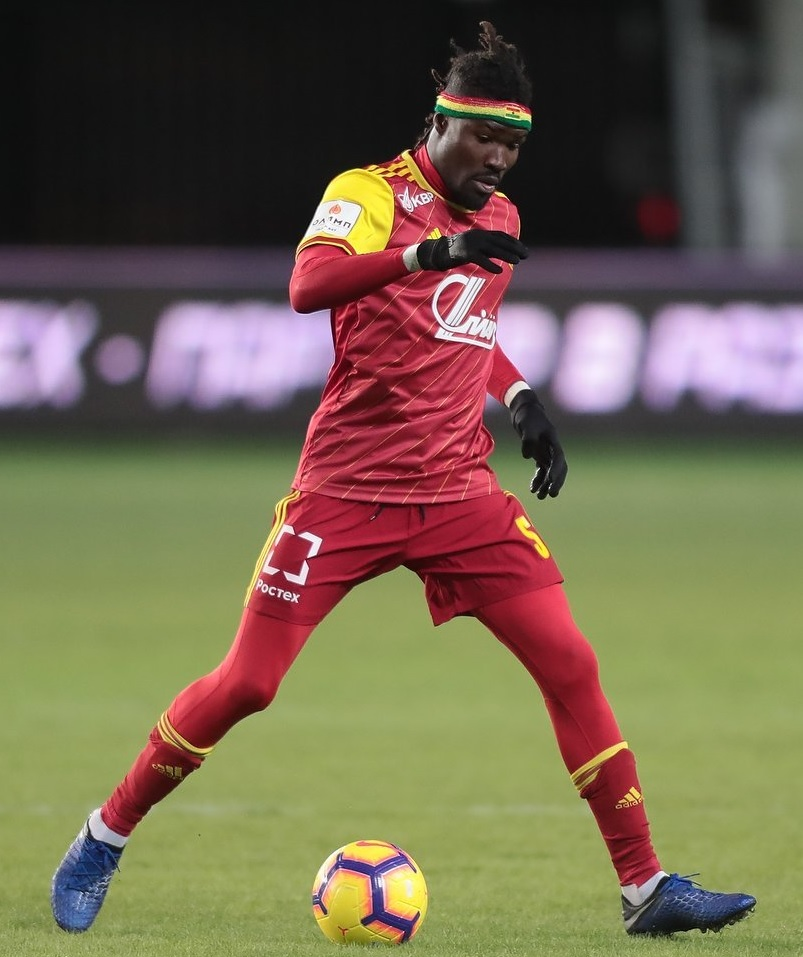
Абдул Мохаммед під час виступів за тульський «Арсенал». 2019 рік.

Починав кар'єру на батьківщині в клубі «Ашанті Голд», з яким у сезоні 2014/15 став чемпіоном Гани. У 2016 році перейшов до складу одного з лідерів австрійської Бундесліги — віденської «Аустрії», підписавши контракт на чотири роки. Там потужний центральний захисник зіграв понад 30 матчів у чемпіонаті Австрії, а також дебютував у єврокубках, зігравши дев'ять матчів у Лізі Європи.
2 серпня 2018 року підписав орендну угоду до завершення сезону 2018/19 з тульським «Арсеналом». Дебютував у російській Прем'єр-лізі 18 серпня в матчі з ЦСКА, на 72-й хвилині вийшов на заміну. Загалом за сезон зіграв 22 матчі у чемпіонаті і забив один гол, допомігши тульській команді зайняти шосте місце та вперше в історії кваліфікуватись до єврокубків.
3 червня 2019 року Кадірі підписав контракт на чотири роки з київським «Динамо». З киянами ганець виграв у 2020 році Кубок та Суперкубок України, проте основним гравцем не став, зігравши загалом 16 ігор у всіх турнірах. 16 вересня 2020 року на умовах оренди до кінця сезону 2020/21 повернувся в тульський «Арсенал». 5 січня 2021 року за сімейними обставинами попросив клуб відпустити його як вільного агента.
29 липня 2021 року перейшов на правах оренди на сезон в одеський «Чорноморець».
15 лютого 2022 року перейшов на правах оренди до кінця сезону з правом викупу в угорський клуб «Гонвед».

## Виступи за збірну
У 2016 році був викликаний Аврамом Грантом на збори збірної Гани, але в її складі так і не зіграв.

## Досягнення
«Ашанті Голд»:
- Чемпіон Гани (1): 2015

«Аустрія»:
- Срібний призер чемпіонату Австрії (1): 2016/17

«Динамо» (Київ):
- Володар Кубка України: 2019/20
- Володар Суперкубка України (1): 2020